# France 2030
France 2030 est un plan d'investissement d'avenir de 54 milliards d’euros sur 5 ans, annoncé par le président de la République Emmanuel Macron le 12 octobre 2021 à l'Élysée. 
L'objectif est de rattraper le retard de la France dans certains secteurs industriels, investir dans le développement durable et engager la France dans la maîtrise des espaces communs (numérique, extra-atmosphérique, fonds marins).

## Objectifs
Dans un contexte de crise climatique, de concurrence internationale et de crise sanitaire, l'ambition de « France 2030 » est d'engager le pays sur la voie de la transition écologique et l'indépendance stratégique, à travers un plan d’investissement massif pour faire émerger les futurs champions technologiques de demain.

### Mieux produire
- favoriser l’émergence d’une offre française de petits réacteurs modulaires (SMR) d’ici 2035
- devenir le leader de l’hydrogène vert et des énergies renouvelables en 2030
- décarboner l'industrie française afin de respecter l'engagement de baisser, entre 2015 et 2030, 35% des émissions de gaz à effet de serre dans ce secteur
- produire en France, à l’horizon 2030, près de 2 millions de véhicules électriques et hybrides [4] dans des « gigafactories »
- produire en France, d’ici 2030, le premier avion bas-carbone

### Mieux vivre
- investir dans une alimentation saine, durable et traçable, afin d’accélérer la révolution agricole et alimentaire
- produire en France au minimum 20 biomédicaments, en particulier contre les cancers, les maladies chroniques, dont celles liées à l’âge et créer les dispositifs médicaux de demain
- placer la France en tête de la production des contenus culturels et créatifs

### Mieux comprendre
- investir dans l'aventure spatiale avec la production de mini-lanceurs réutilisables et de micro et minisatellites
- investir dans le champ des fonds marins pour une meilleure compréhension du vivant

## Réception

### Critiques positives
Près de 200 chefs d'entreprise sont présents lors de la présentation du plan d'avenir, à l'Élysée le 12 octobre 2022. Ces derniers saluent une réponse économique positive aux grands enjeux de demain, dans le but de refaire de la France une « grande nation d’innovation ».
France Digitale accueille positivement ces annonces présidentielles, près de la moitié du plan d’investissement est consacré aux startups. L'organisation rappelle qu'investir massivement dans les startups, c'est « donner un temps d’avance technologique à la France ». 
La FICAM salue une contribution historique et décisive pour l’avenir de la filière image.
Le MEDEF salue l’ambition et la perspective de ce plan, mais précise les conditions de réussite : France 2030 devra d’abord être centré sur les entreprises privées, sa gouvernance doit être claire, son exécution agile pour pouvoir réorienter les investissements rapidement et les usages de ces nouvelles technologies devront être soutenues afin d’en assurer le réel développement.

### Critiques négatives
L'ancien magistrat à la Cour des comptes, François Ecalle, alerte sur l'effet macroéconomique limité que devrait avoir le plan France 2030. En effet, l’investissement public total atteint déjà 90 milliards d’euros par an. 
La Cour des comptes critique également le manque de diffusion de l’innovation « vers des solutions viables au niveau économique ».
À six mois des élections présidentielles françaises de 2022, l’opposition politique critique une « propagande » Macron et dénonce une « euphorie dépensière » en période pré-électorale. Les candidats de l'opposition dénoncent un moyen de lancer la campagne du future candidat Macron sans le dire et perçoivent le plan France 2030 comme une feuille de route pour un potentiel nouveau quinquennat.
Le candidat communiste Fabien Roussel estime qu'en finançant France 2030 par l’emprunt plutôt qu’en taxant les supers profits du CAC40, Emmanuel Macron se fait le promoteur du capitalisme et de la concurrence. La candidate des Républicains Valérie Pécresse dénonce, elle, des annonces couteuses, après le plan de relance post-Covid de 100 milliards d’euros en 2020, le « quoi qu’il en coûte », les investissements exceptionnels pour la ville de Marseille, le projet de loi de finances 2022 et maintenant le plan France 2030.